# Pronephrium megacuspe
Pronephrium megacuspe är en kärrbräkenväxtart som först beskrevs av Bak., och fick sitt nu gällande namn av Holtt. Pronephrium megacuspe ingår i släktet Pronephrium och familjen Thelypteridaceae. Inga underarter finns listade.